# Climate Feedback
Climate Feedback (CF) — это факт-чекинговый ресурс, на котором квалифицированные учёные комментируют статьи на тему изменения климата в Интернете, добавляя контекст и отмечая неточности. Это один из трёх веб-сайтов некоммерческой организации Science Feedback, которая занимается фактчекингом сообщений в СМИ.
Веб-сайт CF просит ученых-климатологов оценить достоверность и точность сообщений в СМИ, связанных с изменением климата. Первый обзор был опубликован в 2015 году. Веб-сайт был основан Эммануэлем Винсентом, доктором наук в области океанографии и климата из университета Пьера и Марии Кюри. Кроме того, Винсент сотрудничал с некоммерческой организацией Hypothes.is, которая создала бесплатный плагин для браузеров, позволяющий пользователям оставлять критические комментарии к статьям в Интернете. Climate Feedback, приложение платформы Hypothes.is, позволило активным ученым-климатологам добавлять комментарии к интернет-публикациям.

## Процесс
Как правило, статью для Climate Feedback рецензируют пять или шесть ученых, но одну статью пришлось рассматривать 17 рецензентам. Каждый рецензент должен иметь докторскую степень в соответствующей дисциплине и иметь по крайней мере одну опубликованную статью о климатологии в рецензируемом научном журнале высшего уровня за последние три года. Резюме для всех рецензий пишет редактор.
Международная сеть проверки фактов Poynter назвала этот метод «экспертным краудсорсингом».

## История
Сайт опубликовал свой первый обзор в марте 2015 года. В 2016 году организация Climate Feedback собрала около 30 000 долларов США с помощью краудфандингового сервиса Indigogo, что позволило создать приложение для аннотирования публикаций об изменении климата в Интернете. Другие факт-чекинговые ресурсы, такие как PolitiFact, также экспериментировали с методами аннотирования постов политиков на платформе блогов Medium, используя грант в размере 140 000 долларов от Knight Foundation.
В 2017 году Дана Нуччителли в статье Guardian о роли блогов отрицателей изменения климата в подрыве общественного признания антропогенного глобального потепления назвала Climate Feedback «очень уважаемым и влиятельным ресурсом».
Веб-сайт выявил ошибки в статьях, опубликованных такими СМИ, как Fox News, The Wall Street Journal, The Mail on Sunday и New York Magazine. Веб-сайт включен в базу данных глобальных факт-чекинговых ресурсов Лабораторией репортеров Дьюкского университета. В настоящее время директором Climate Feedback является Эммануэль Винсент.
Обзоры Climate Feedback используются в партнерстве Facebook по проверке фактов для выявления ложных новостей. Science Feedback ежегодно сертифицируется Международной сетью факт-чекинга института Пойнтера.

## Судебные иски
В сентябре 2021 года журналист Джон Стоссель подал иск о клевете против Facebook, Climate Feedback и Science Feedback за то, что они назвали два его видео об изменении климата «вводящими в заблуждение» и «частично ложными». В иске Штосселя говорится, что эти характеристики искажают его взгляды. Судья отклонил иск Штосселя в октябре 2022 года, постановив, что оспариваемые заявления были выражением мнения, защищенным Первой поправкой.

## Список примечаний
1. ↑  Tools That Fight Disinformation Online (англ.). www.rand.org. Дата обращения: 3 апреля 2020. Архивировано 3 апреля 2020 года.
2. 1 2 3  At Climate Feedback, scientists encourage better science reporting. But who is listening? Columbia Journalism Review (1 февраля 2018). Дата обращения: 29 декабря 2020. Архивировано 27 января 2021 года.
3. ↑  Uzunoğlu, Sarphan. Science Feedback, IFCN Code of Principles. ifcncodeofprinciples.poynter.org (июнь 2019). Дата обращения: 2 апреля 2020. Архивировано 3 января 2020 года.
4. 1 2  At Climate Feedback, scientists encourage better science reporting. But who is listening?. Columbia Journalism Review (англ.). Архивировано 4 декабря 2018. Дата обращения: 3 декабря 2018.
5. 1 2 3 4  Why climate change is the easiest news to fake (англ.). Axios (25 июня 2018). Дата обращения: 3 декабря 2018. Архивировано 16 ноября 2018 года.
6. 1 2  This fact-checker got several news outlets to correct a false story about a mini-Ice Age (англ.). Poynter Institute (29 ноября 2018). Дата обращения: 3 декабря 2018. Архивировано 4 декабря 2018 года.
7. ↑  Wanucha, Genevieve. Improving media coverage of climate science. MIT News, Oceans at MIT (2 декабря 2014). Дата обращения: 2 апреля 2020. Архивировано 21 октября 2020 года.
8. ↑  About us - Climate Feedback. Climate Feedback (англ.). 1 мая 2015. Архивировано 12 июля 2018. Дата обращения: 3 декабря 2018.
9. ↑  Scientists, get onboard! (амер. англ.). Climate Feedback (12 мая 2015). Дата обращения: 21 января 2020. Архивировано 6 апреля 2020 года.
10. ↑  Process – How Climate Feedback works (амер. англ.). Climate Feedback (3 июля 2015). Дата обращения: 22 февраля 2020. Архивировано 9 марта 2020 года.
11. ↑  Is expert crowdsourcing the solution to health misinformation? (амер. англ.). Poynter (14 марта 2019). Дата обращения: 4 апреля 2020. Архивировано 21 ноября 2019 года.
12. ↑  Wilner, Tamar. Annotation might be the future of fact-checking (амер. англ.). Poynter (25 мая 2016). Дата обращения: 18 января 2020. Архивировано 22 августа 2019 года.
13. ↑  Nuccitelli, Dana. New study uncovers the 'keystone domino' strategy of climate denial. theguardian.com (29 ноября 2017). Дата обращения: 20 января 2020. Архивировано 22 декабря 2019 года.
14. ↑  Fact-checking triples over four years - Duke Reporters' Lab. Duke Reporters' Lab (англ.). 22 февраля 2018. Архивировано 31 мая 2019. Дата обращения: 3 декабря 2018.
15. ↑  Mahoney, Matt (20 декабря 2016). A reality check on Facebook's fact checks. MIT Technology Review (англ.). Архивировано 30 декабря 2019. Дата обращения: 3 апреля 2020.
16. ↑  Facebook adds 2 new fact-checking partners. Axios (англ.). 17 апреля 2019. Архивировано 18 января 2022. Дата обращения: 20 августа 2023.
17. ↑  Science Feedback – scientists sorting fact from fiction. Open Science (15 мая 2020). Дата обращения: 29 декабря 2020. Архивировано 29 декабря 2020 года.
18. ↑  Gardner, Eriq. John Stossel Sues Facebook for Allegedly Defaming Him With Fact-Check (амер. англ.). The Hollywood Reporter (23 сентября 2021). Дата обращения: 5 октября 2021. Архивировано 5 октября 2021 года.
19. ↑  Spangler, Todd. John Stossel Sues Facebook Alleging Defamation Over Fact-Check Label, Seeks at Least $2 Million (амер. англ.). Variety (23 сентября 2021). Дата обращения: 3 ноября 2021. Архивировано 4 ноября 2021 года.
20. ↑  Cho, Winston. Judge Dismisses John Stossel’s Defamation Suit Against Facebook Over Fact-Checking (амер. англ.). The Hollywood Reporter (12 октября 2022). Дата обращения: 11 мая 2023. Архивировано 11 мая 2023 года.